# Altes Rathaus (Stettin)

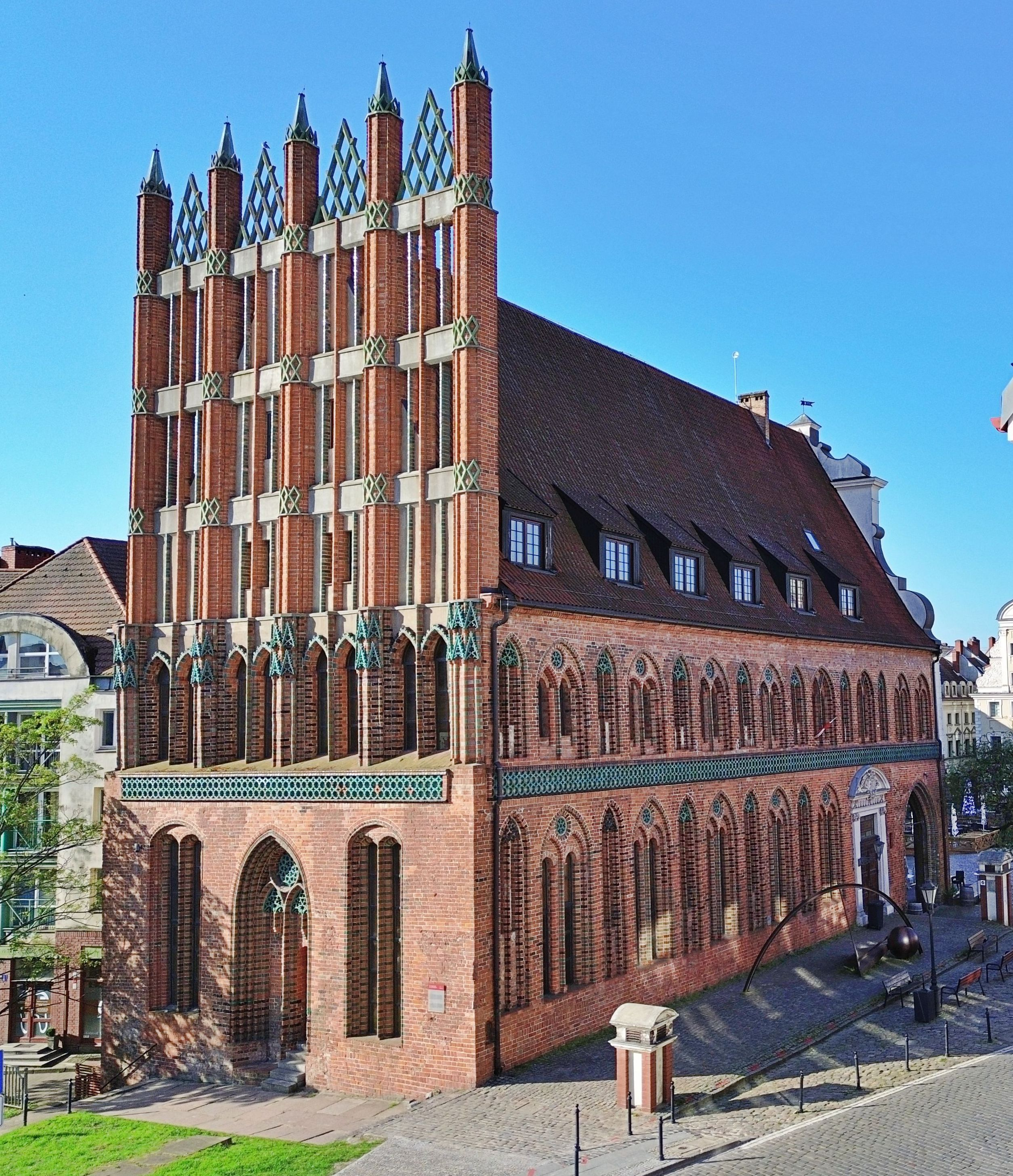
Vorderseite

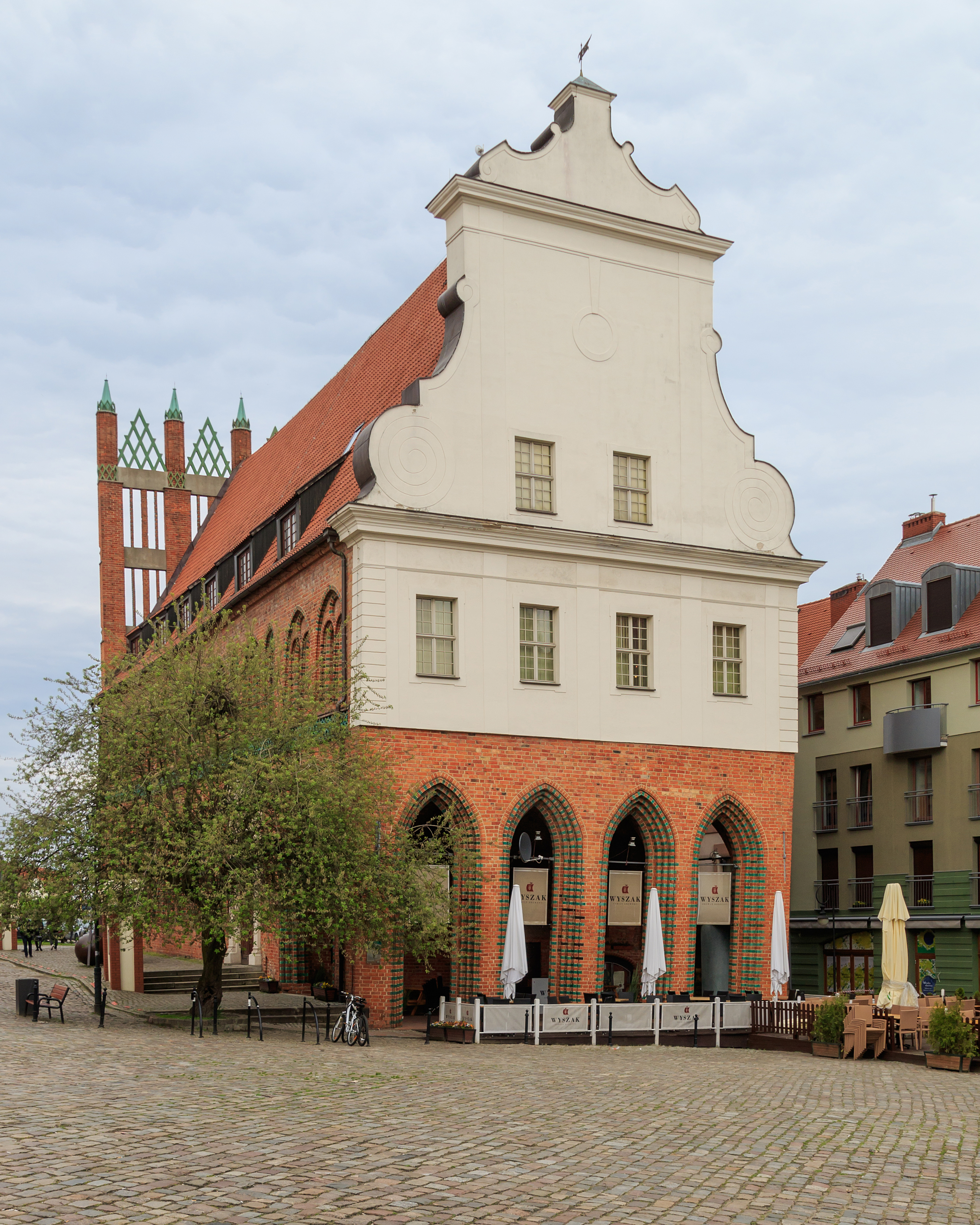
Rückseite mit der barocken Fassade

Das Altstädtische Rathaus (polnisch: Ratusz Staromiejski) ist ein ehemaliges Rathaus in Stettin. Es ist der zweite an dieser Stelle entstandene Ziegelbau und Symbol der Unabhängigkeit der Bürger Stettins. Im 15. Jahrhundert wurde es auf den Überresten eines älteren Gebäudes aus dem vorherigen Jahrhundert errichtet. Nachdem es im Zweiten Weltkrieg zerstört worden war, wurde es 1968 wiederaufgebaut. Heute beherbergt es die städtischen Behörden.

## Geschichte
Das Alte Rathaus wurde im 15. Jahrhundert auf dem Rynek Sienny (Heumarkt), anstelle eines Holzgebäudes aus dem 13. Jahrhundert errichtet. Im 16. Jahrhundert wurde hier der Frieden von Stettin geschlossen, der den Dreikronenkrieg zwischen Schweden und Dänemark beendete. Bei den Angriffen Brandenburgs auf Stettin wurde das Rathaus schwer beschädigt und danach im Barockstil wieder aufgebaut. Dabei wurden die Wände verputzt und der Haupteingang wurde auf die Westseite verlegt. Außerdem wurde das Gebäude neu aufgeteilt, so dass kleine Büroräume entstanden. 1879 wurde es als Rathaus vom Czerwony Ratusz (Rotes Rathaus) abgelöst.

## Beschreibung
Früher verfügte das Rathaus über eine reiche gotische Ausstattung. Zu dieser Zeit waren die Fenster mit Klinker ummauert. Man baute außerdem eine große Schaufassade, die üppig mit Maßwerk verziert wurde. Der Rathauskeller ist mit einem Sterngewölbe überwölbt, in dem sich heute ein Restaurant befindet. Die übrigen Etagen werden museal genutzt.